# Île du Lazareto

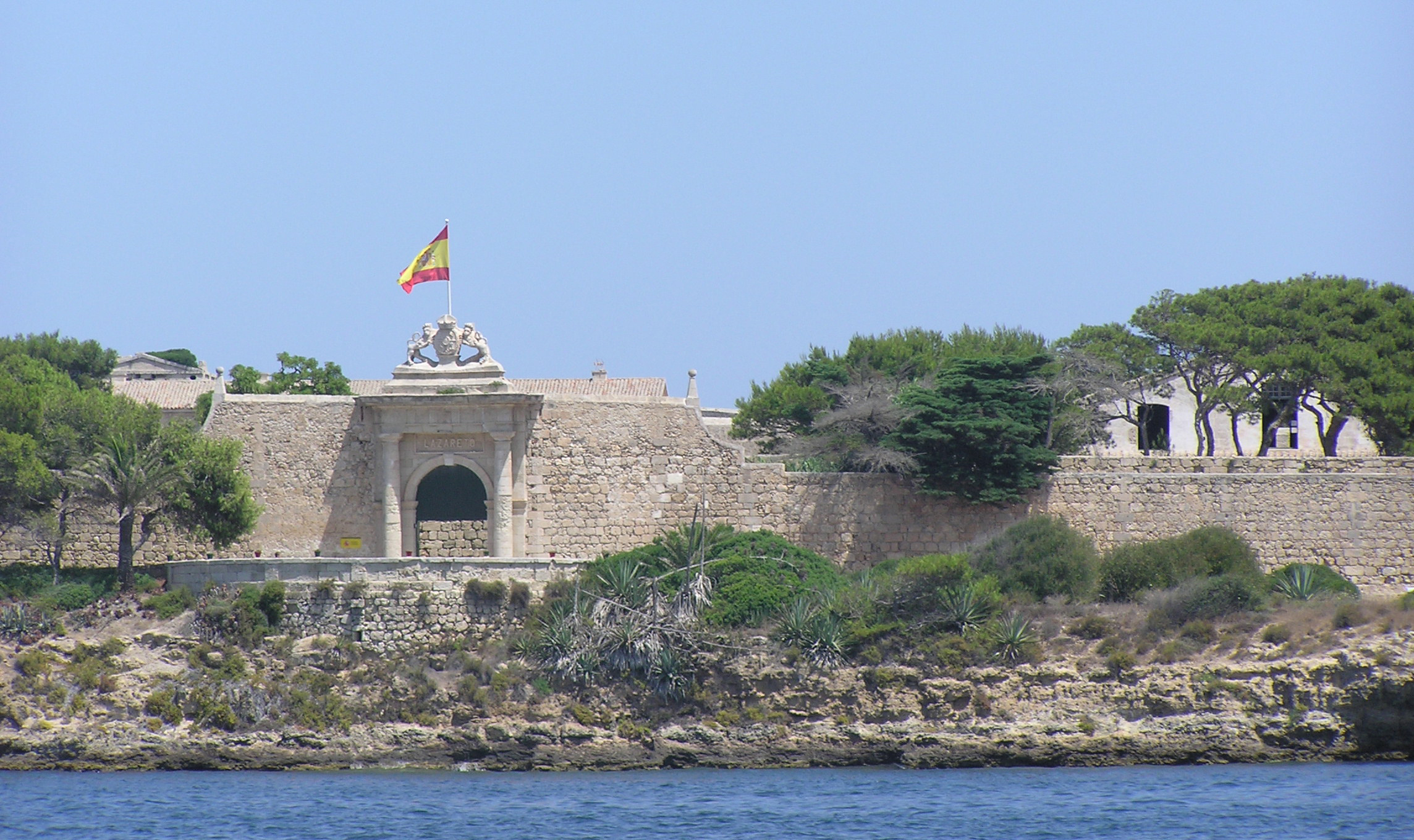
Entrée Principale de l'île du Lazareto, ancien hôpital militaire.

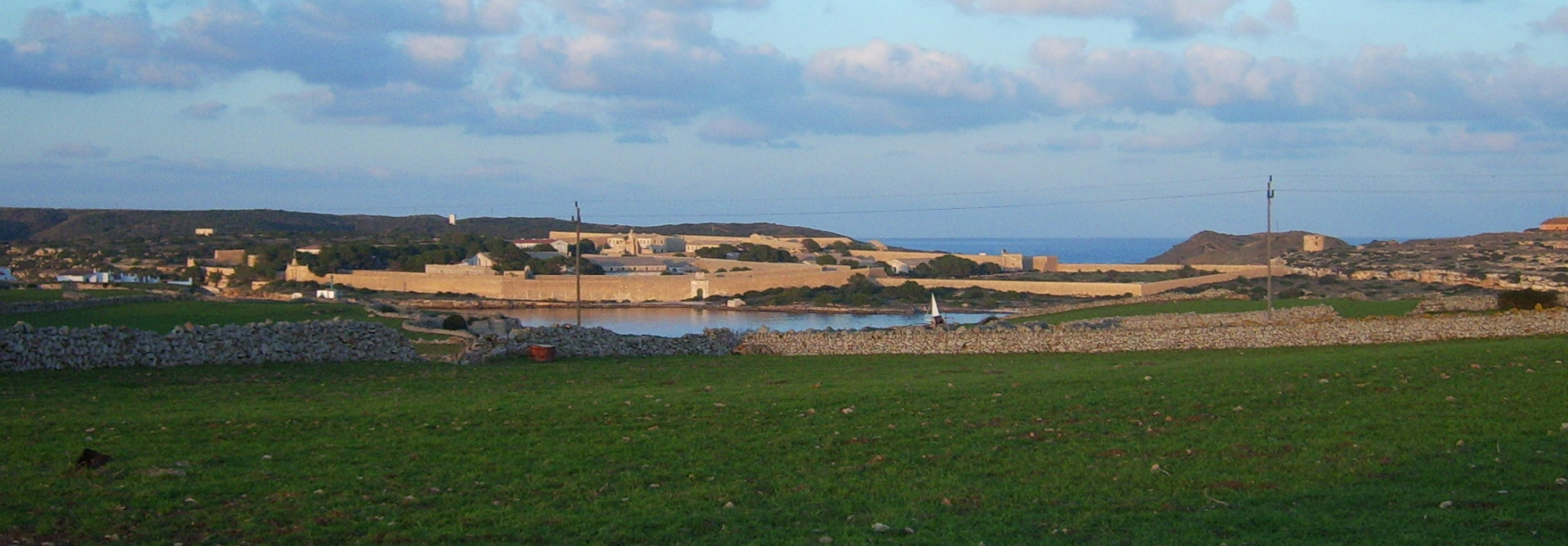
Vue du lazareto depuis Sol del Este, Villacarlos.

L'Île du Lazareto (en catalan Illa du Llatzeret) est une île située à l'intérieur du port de Mahón, Minorque, où fut bâti un lazaret en 1793 sur ordre du Comte de Floridablanca. 

## Histoire
En 1793, en raison de l'arrivée de la peste bubonique sur les côtes minorquines, par l'intermédiaire des bateaux originaires d'Orient et d'Afrique du nord , le Comte de Floridablanca, ministre du roi Charles III, ordonne la construction du lazaret de Mahón.
Il s'agit d'un ensemble architectural singulier, historique et sanitaire, pensé à l'origine pour y passer la quarantaine des épidémies de peste récurrentes. Auparavant, le gouvernement britannique avait bâti à cette fin une petite enceinte sur l'Île de la Quarantaine, qui au XIXe siècle ne fut utilisée que lors de périodes très chargées du port.
Le lazaret de Mahón  était et reste une oeuvre solide et magnifique, construite sous la direction du plus grand des ingénieurs, Manuel Pueyo. On a utilisé pour sa construction du matériel issu de la démolition du château de Saint Philippe. Les travaux ont été arrêtés en 1798 et repris en 1803, les trois départements de patente suspecte étant terminés en 1807, sous la direction de l'ingénieur Juan Antonio Casanova.
Un mur de 1440 verges ceignait ce bâtiment qui avait huit portes extérieures, une chapelle circulaire au centre du lazaret, et trente tribunes avec des parloirs pour que les personnes retenues en quarantaine puissent écouter la messe, cinq tours pour les surveillants, 141 chambres, 7 entrepôts, 120 bancs de pierre, 2 infirmeries ordinaires, et pour les contaminés 5 chambres d'enfumage, 49 cuisines, etc.

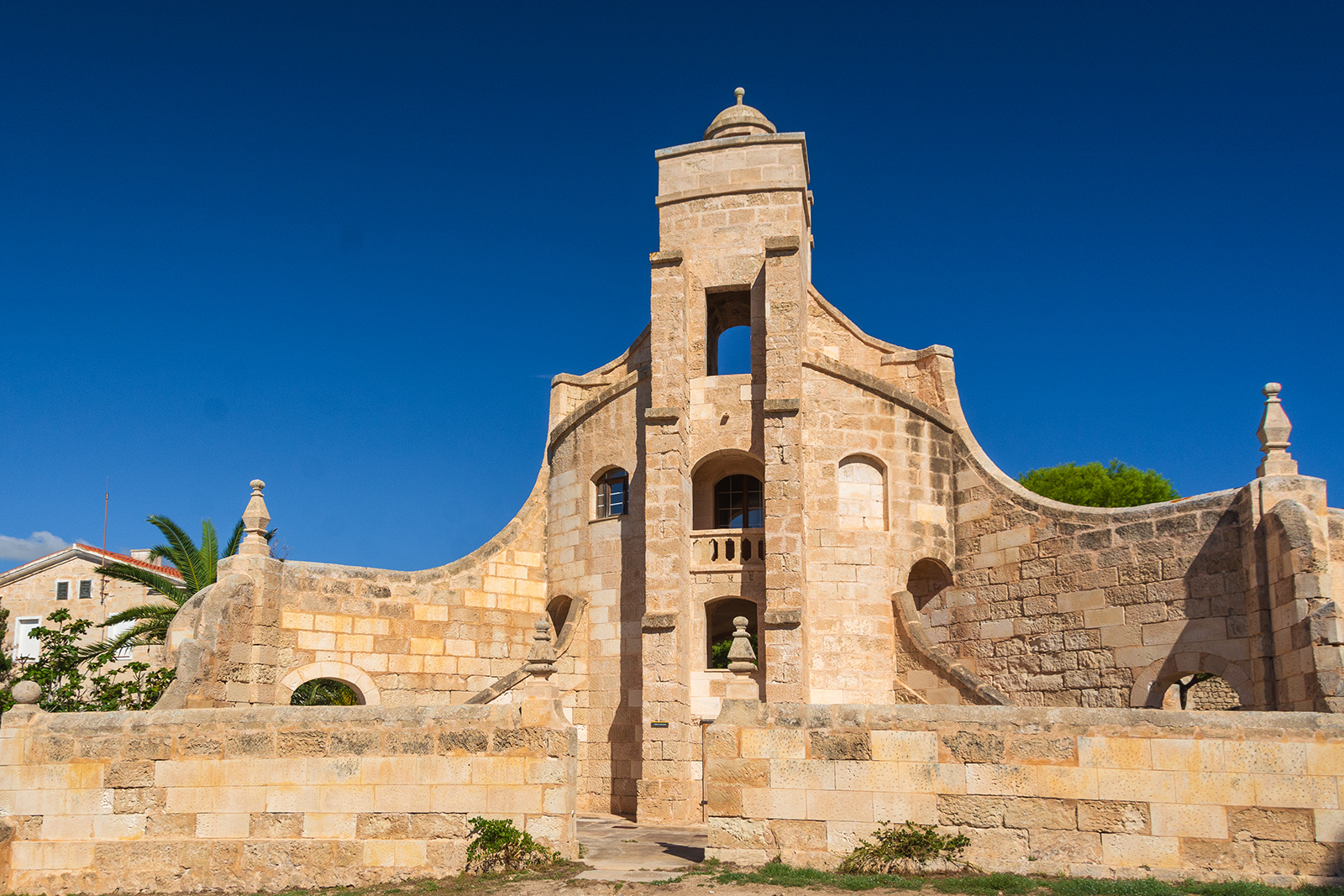
Tour de guet principale - construction d'ingénerie militaire pour surveillance et distribution d'eau pour l'arrosage

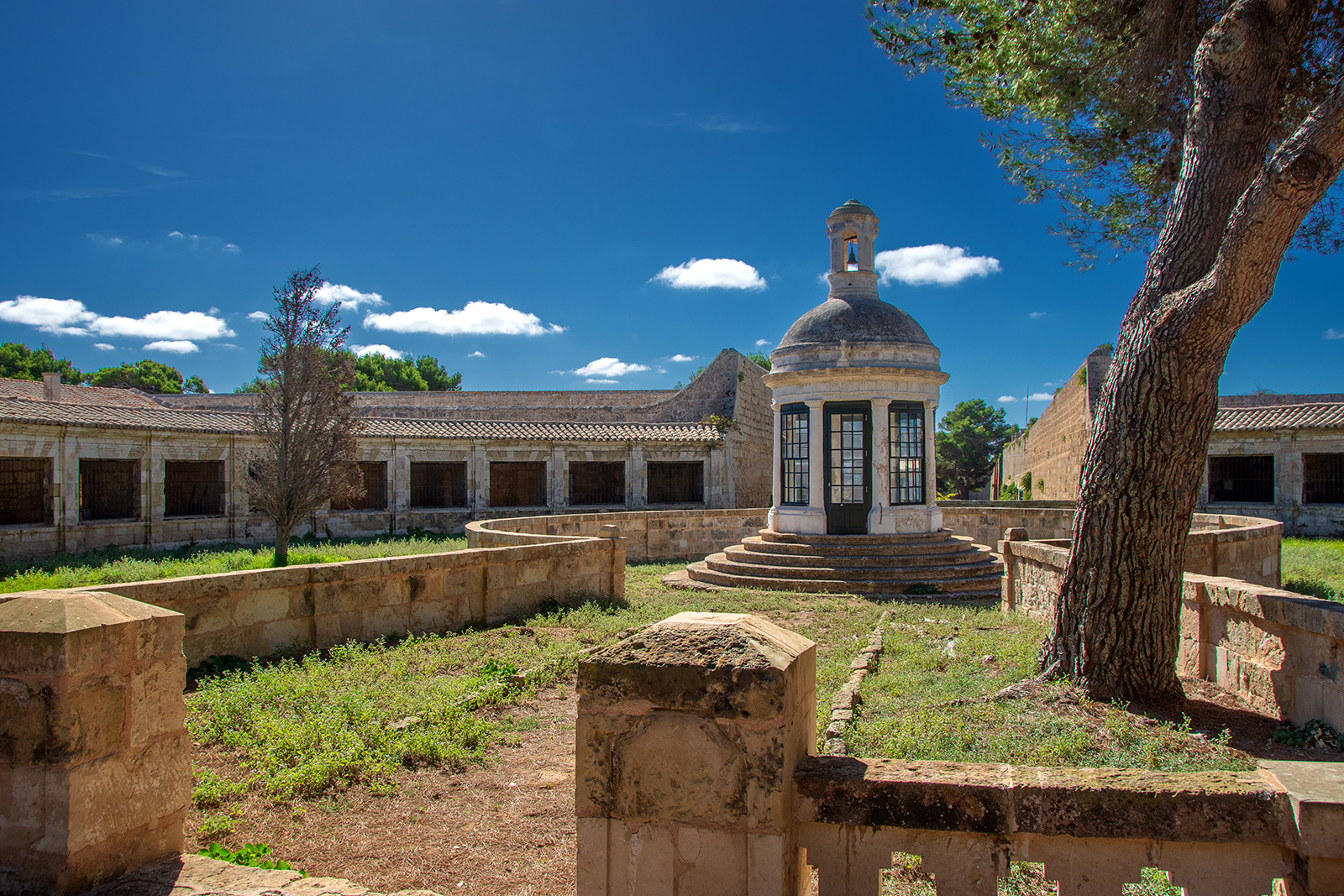
L'ancienne chapelle du Lazaret, avec des grands espaces ouverts pour éviter la contagion lors des épidémies

Le coût des travaux s'est monté à presque 5.700.000 millions de réels de vellón (ancienne unité monétaire), mais ils n'ont été complètement finis qu'en 1817. Cette année-là les installations entrent en fonctionnement et au bout d'un siècle cessent de fonctionner pour, quelques années plus tard et après quelques rénovations, se convertir en un lieu de réunions, congrès nationaux et internationaux, ainsi qu'un lieu à visiter, qui est aussi une recréation de ceux qu'il y a eu au XIXe siècle, préservé dans l'îlot.

Déclaré Bien d'Intérêt Culturel en 1993, le lazaret se trouve dans l'une des enclaves privilégiées de la côte de Minorque, dans un îlot situé dans le centre du port de la capitale administrative de l'île.

## Bibliograhie
- Règlement intérimaire de santé pour le gouvernement et la direction du lazaret de Mahón, daté à Madrid en 1817.